# Sonceboz-Sombeval
Sonceboz-Sombeval ist eine politische Gemeinde im Verwaltungskreis Berner Jura des Kantons Bern in der Schweiz.

## Geographie
Sonceboz-Sombeval liegt auf 653 m ü. M., 8 km nordwestlich von Biel (Luftlinie). Die Doppelgemeinde erstreckt sich am Ostrand des Juralängstals Vallon de Saint-Imier, beidseits der Schüss (französisch Suze). Sonceboz ist südlicher Passfussort des Übergangs Col de Pierre Pertuis nach Tavannes, Sombeval liegt am Südfuss der Jurakette Montagne du Droit.
Die Fläche des 15,0 km² grossen Gemeindegebiets umfasst den östlichsten Abschnitt des breiten Talbeckens des Vallon de Saint-Imier. Den zentralen Teil nimmt die bis zu 700 m breite Talniederung der Schüss ein. Im Norden reicht das Gebiet auf die Antiklinale der Montagne du Droit (bis 1060 m ü. M.), die im Osten durch den Passeinschnitt der Pierre Pertuis begrenzt wird. Östlich der Passhöhe umfasst das Gemeindegebiet den Ausläufer der Montoz-Kette (bis 1200 m ü. M.) und den Vorsprung Le Châtillon, der den östlichen Abschluss des Vallon de Saint-Imier bildet. Der Châtillon rückt nahe an die südlich gelegene Chasseral-Kette heran und zwingt die Schüss in ein schluchtartig verengtes Tal. Nach Süden erstreckt sich Sonceboz-Sombeval auf die Höhe der Chasseral-Kette. Auf dem Scheitel dieser Kette wurde das harte Deckgestein aufgebrochen und wegerodiert, wodurch im Laufe der Jahrmillionen ein nördlicher und ein südlicher Kamm entstanden. Dazwischen befindet sich ein Antiklinaltal, das bereits bis auf die nächste harte Gesteinsschicht ausgeräumt ist. Dieses Gewölbe bildet zwischen den beiden äusseren Kreten einen dritten Kamm, den Rücken des Jobert, der mit 1300 m ü. M. die höchste Erhebung der Gemeinde darstellt. Die südöstliche Grenze verläuft durch eine Halbklus, die durch Erosion entstanden ist. Ein Teil des abgetragenen Gesteinsmaterials bildet einen Schwemmkegel im Bereich der Métairie de Nidau südlich der Schüss. Auf den breiten Kämmen der Montagne du Droit und der Chasseral-Kette befinden sich ausgedehnte Jurahochweiden mit den typischen mächtigen Fichten, die entweder einzeln oder in Gruppen stehen. Von der Gemeindefläche entfielen 1997 8 % auf Siedlungen, 59 % auf Wald und Gehölze, 32 % auf Landwirtschaft, und etwas weniger als 1 % war unproduktives Land.
Zu Sonceboz-Sombeval gehören zahlreiche Einzelhöfe, die weit verstreut im Talboden und auf den Jurahöhen liegen. Nachbargemeinden von Sonceboz-Sombeval sind Corgémont, Orvin, Péry-La Heutte und Tavannes.

## Bevölkerung
| Bevölkerungsentwicklung | Bevölkerungsentwicklung |
| Jahr                    | Einwohner               |
| ----------------------- | ----------------------- |
| 1850                    | 565                     |
| 1900                    | 1'158                   |
| 1910                    | 1'183                   |
| 1930                    | 1'224                   |
| 1950                    | 1'210                   |
| 1960                    | 1'404                   |
| 1970                    | 1'446                   |
| 1980                    | 1'332                   |
| 1990                    | 1'515                   |
| 2000                    | 1'666                   |
| 2007                    | 1'735                   |

Mit 1913 Einwohnern (Stand 31. Dezember 2023) gehört Sonceboz-Sombeval zu den grösseren Gemeinden des Berner Juras. Von den Bewohnern sind 81,5 % französischsprachig, 12,1 % deutschsprachig und 3,2 % italienischsprachig (Stand 2000). Die Bevölkerungszahl von Sonceboz-Sombeval ist vor allem in der zweiten Hälfte des 19. Jahrhunderts und seit 1980 deutlich angestiegen.

## Politik
Gemeindepräsident ist seit 2021 Claude-Alain Wüthrich (SVP, Stand 2024).
Bei den Nationalratswahlen 2023 betrugen die Wähleranteile in Sonceboz-Sombeval (in Klammern die Veränderung im Vergleich zu den Wahlen 2019 in Prozentpunkten): SVP 37,92 % (+13,44), SP 17,32 % (−1,08), Grüne 11,54 % (−1,57), EVP 9,87 % (−0,01), EDU 6,87 % (−1,58), FDP 6,59 % (+2,62), glp 4,75 % (−2,00), Mitte 3,22 % (−6,00), SD 0,78 % (+0,08), PdA/Sol. 0,00 % (−0,25).

## Wirtschaft

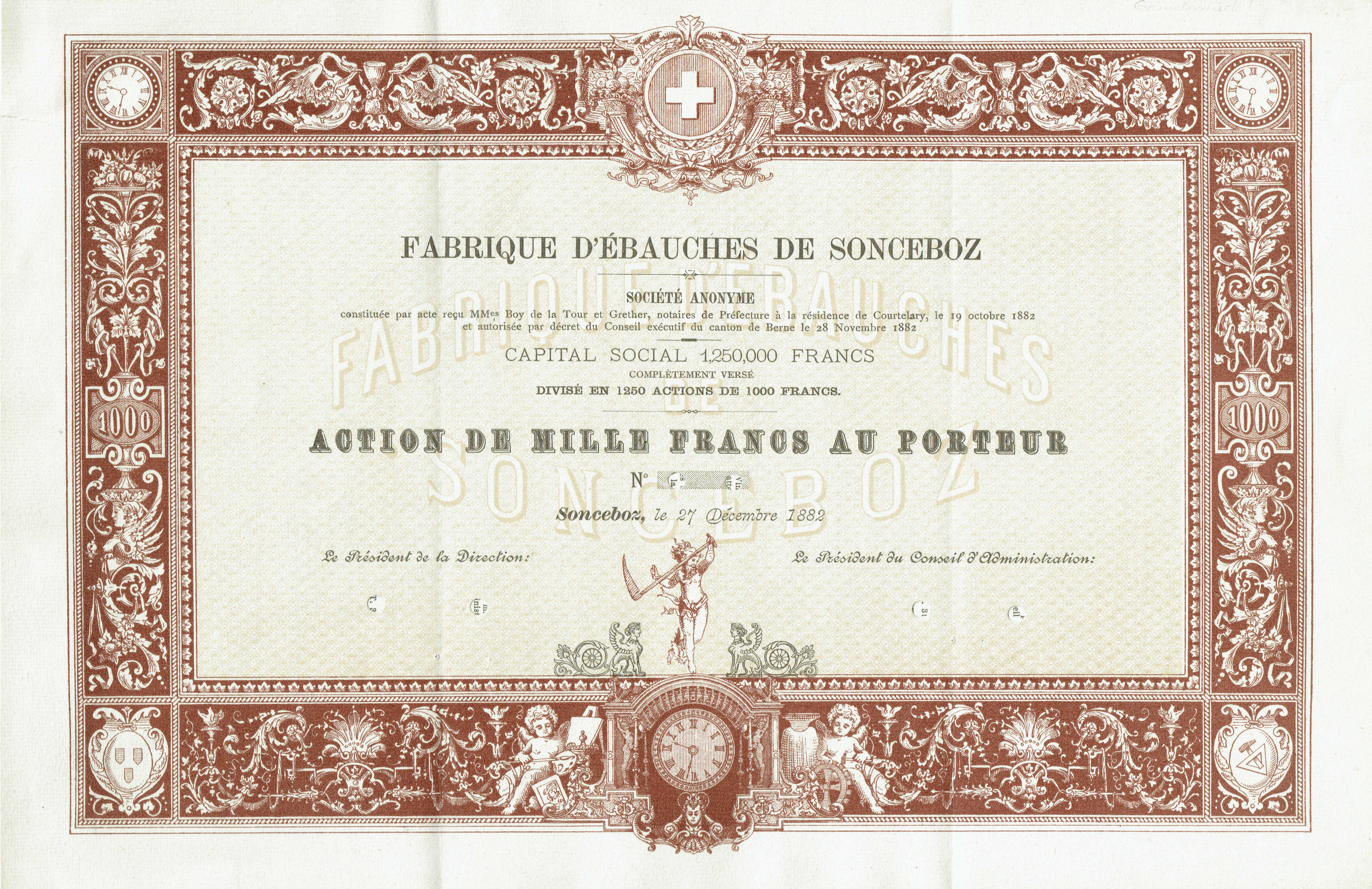
Aktie des Herstellers von Uhrenrohwerken Fabrique d’Ébauches de Sonceboz vom 27. Dezember 1882

Sonceboz-Sombeval war bis in die zweite Hälfte des 19. Jahrhunderts hauptsächlich von der Landwirtschaft geprägt. Danach setzte mit der Einführung der Uhrenindustrie ein wirtschaftlicher Aufschwung ein. Heute gibt es Arbeitsplätze im Bereich der Mikrotechnik, in der Herstellung von Präzisionswerkzeugen und im lokalen Gewerbe. Auch die Landwirtschaft spielt noch eine bedeutende Rolle, wobei in den tieferen Lagen Ackerbau und Obstbau, auf den Jurahöhen Viehzucht und Milchwirtschaft überwiegen.

## Verkehr

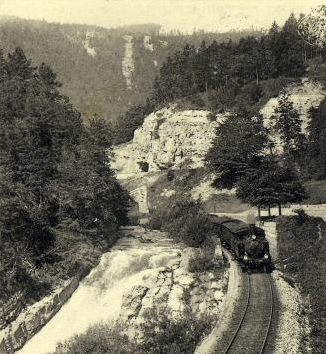
Zug bei Reuchenette, um 1900

Die Gemeinde liegt an der Hauptstrasse von Biel nach La Chaux-de-Fonds, von der in Sonceboz die Passstrasse über die Pierre Pertuis abzweigt. Mit der Eröffnung der Autobahn A16 von La Heutte nach Tavannes wurde der Ort 1997 vom Durchgangsverkehr entlastet. Am 30. April 1874 wurden die Eisenbahnlinien von Biel nach Convers und die Strecke von Sonceboz-Sombeval nach Tavannes eingeweiht, letztere führt in einem grossen Bogen um den Ort herum. Der Pierre-Pertuis-Pass wird von der Autobahn und der Eisenbahn durch 2,1 km beziehungsweise 1,3 km lange Tunnels unterquert.

## Tourismus
In Sonceboz-Sombeval beginnt der 33 Kilometer lange Täuferweg (französisch: Chemin des Anabaptistes). Er wurde im Juni 2010 eröffnet und erinnert an die Geschichte der verfolgten Täufer, die im 17. und 18. Jahrhundert im Fürstbistum Basel Zuflucht fanden und ansässig wurden.

## Geschichte

Luftbild (1950)

Durch das Gemeindegebiet von Sonceboz-Sombeval führte zur Römerzeit eine wichtige Strasse über die Pierre Pertuis. Wahrscheinlich stand damals auf dem Bergvorsprung Le Châtillon ein Kastell.
Die erste schriftliche Erwähnung von Sombeval erfolgte 866 unter dem Namen Summavallis. Die Siedlung, zu jener Zeit vermutlich nur aus einem Gehöft bestehend, besass bereits eine Kapelle und gehörte zum Kloster Moutier-Grandval. 1148 wurde in Sumbavalle ein Gerichtshof erwähnt. Spätere Bezeichnungen sind Someval (1179), Sunbaval (1228) und Sombeaulx (1461).
Sonceboz wird erst 1303 erstmals als Suncebolz erwähnt. Danach folgten die Schreibweisen Suntcelibsis (1405), Sunsebols (1461) und Suntzelbo. Der Ortsname ist auf den Wald (bois) eines Mannes mit dem Namen Suso zurückzuführen.
Im 15. Jahrhundert wurde ein Grossteil der Bevölkerung durch die Pest dahingerafft. Das Dorf gehörte bis 1797 zur Herrschaft Erguel, die dem Fürstbistum Basel unterstand, wobei auch die Stadt Biel zeitweise grösseren Einfluss ausübte. Von 1797 bis 1815 gehörte Sonceboz-Sombeval zu Frankreich und war anfangs Teil des Département Mont-Terrible, das 1800 mit dem Département Haut-Rhin verbunden wurde. Durch den Entscheid des Wiener Kongresses kam der Ort 1815 an den Kanton Bern zum Bezirk Courtelary.
In den 1910er Jahren gründeten Abonnenten der Zeitung La Sentinelle in Sonceboz eine Ortssektion der Sozialdemokratischen Partei. Am 7. September 1919 trafen sich 31 Delegierte aller 15 Sektionen im Berner Jura und gründeten unter der Leitung von Ernest Vuille aus Tramelan den Parti socialiste jurassien (PSJ). Den Mitgliedern aus Reconvilier wurde das Sekretariat anvertraut. 1922 zählte der PSJ bereits 27 Sektionen mit 1139 Mitgliedern und 4300 Wählern.

## Persönlichkeiten
- Fred-Henri Schnegg (* 1965), Politiker (SVP)
- Carlos Gerber (* 1990), schweizerisch-kapverdischer Snowboarder, in Sonceboz-Sombeval aufgewachsen

## Bilder

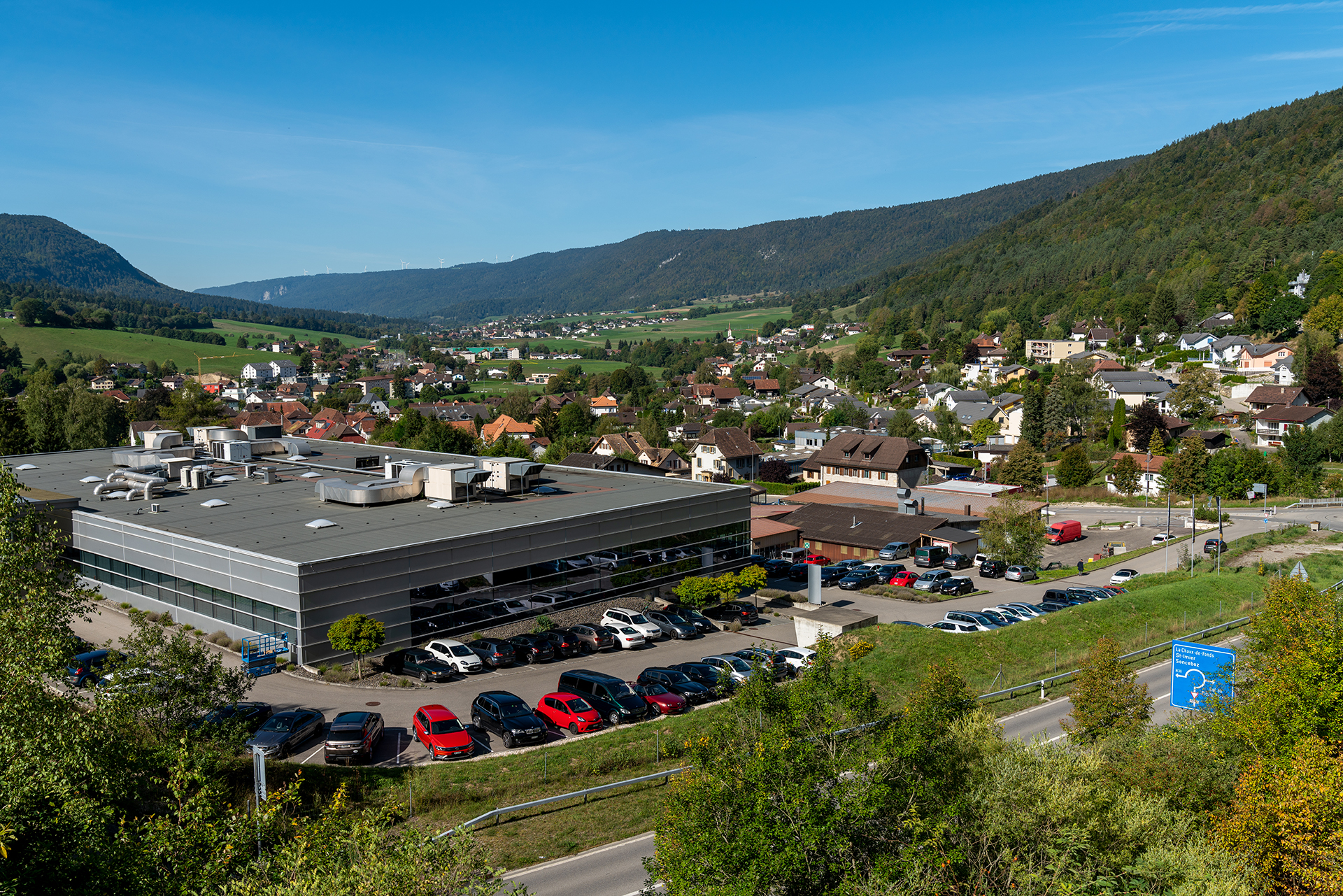
Blick auf die beiden Dorfteile
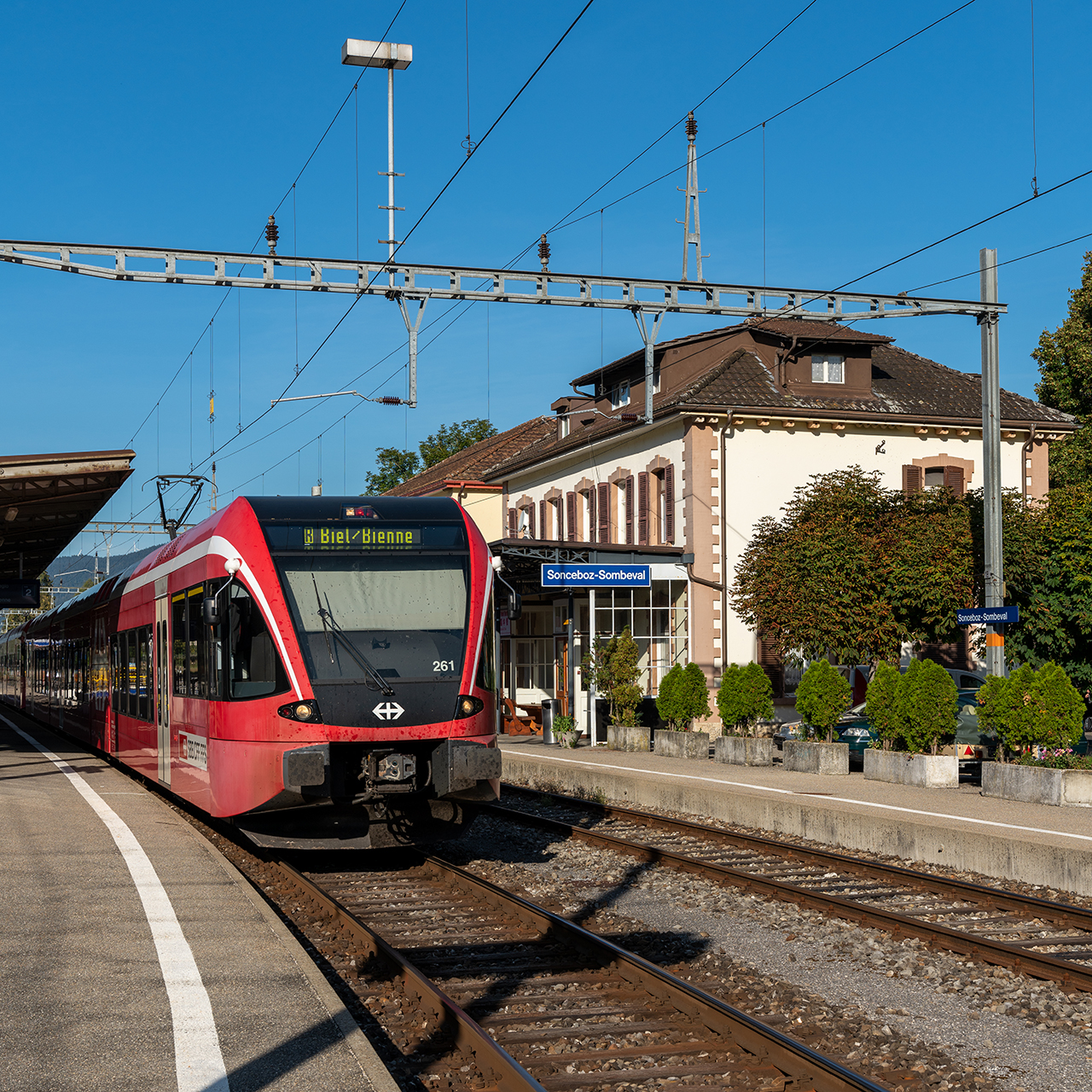
Bahnhof
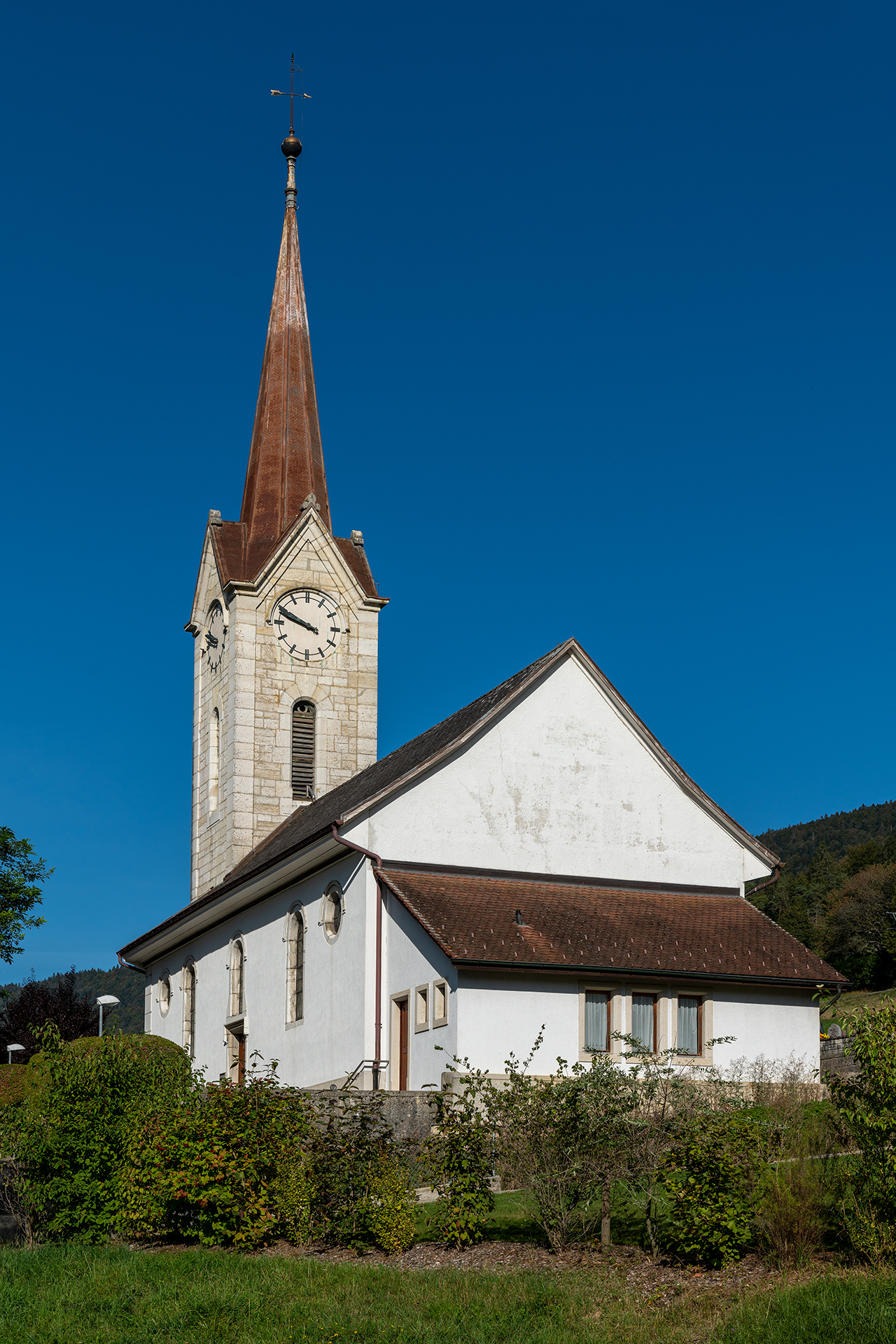
Kirche im Dorfteil Sombeval
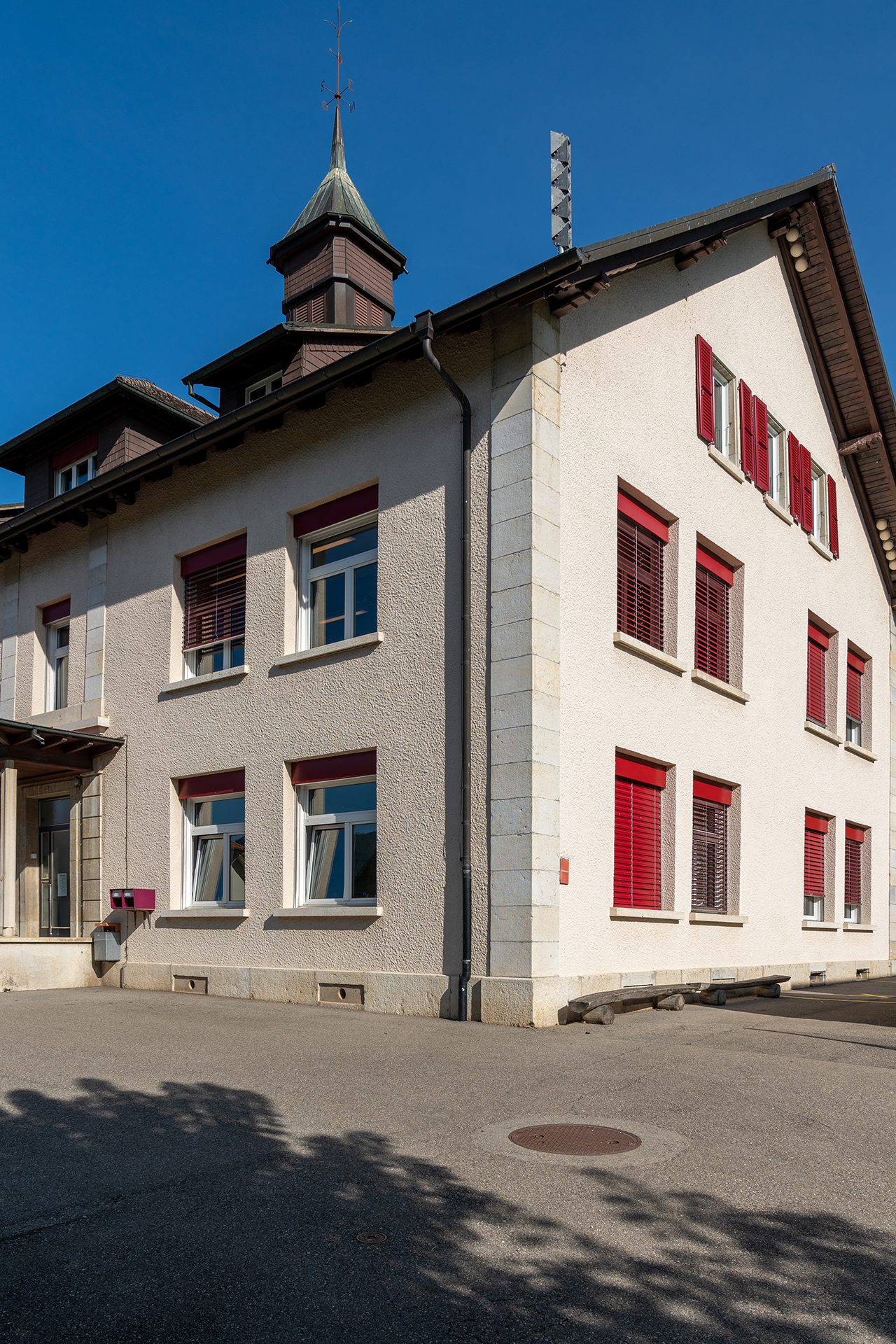
Schulhaus (alt)
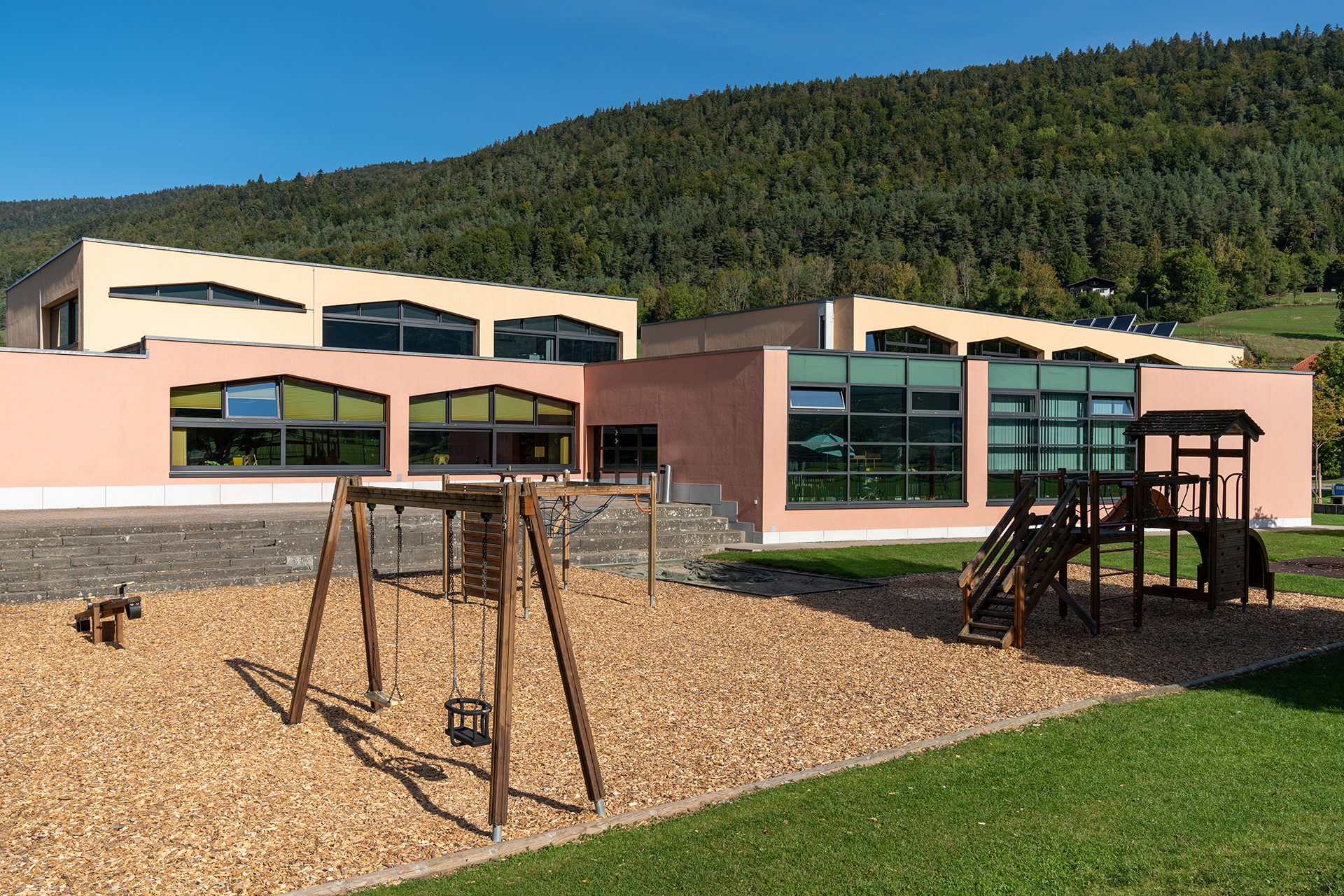
Schulhaus (neu) und Gemeindeverwaltung
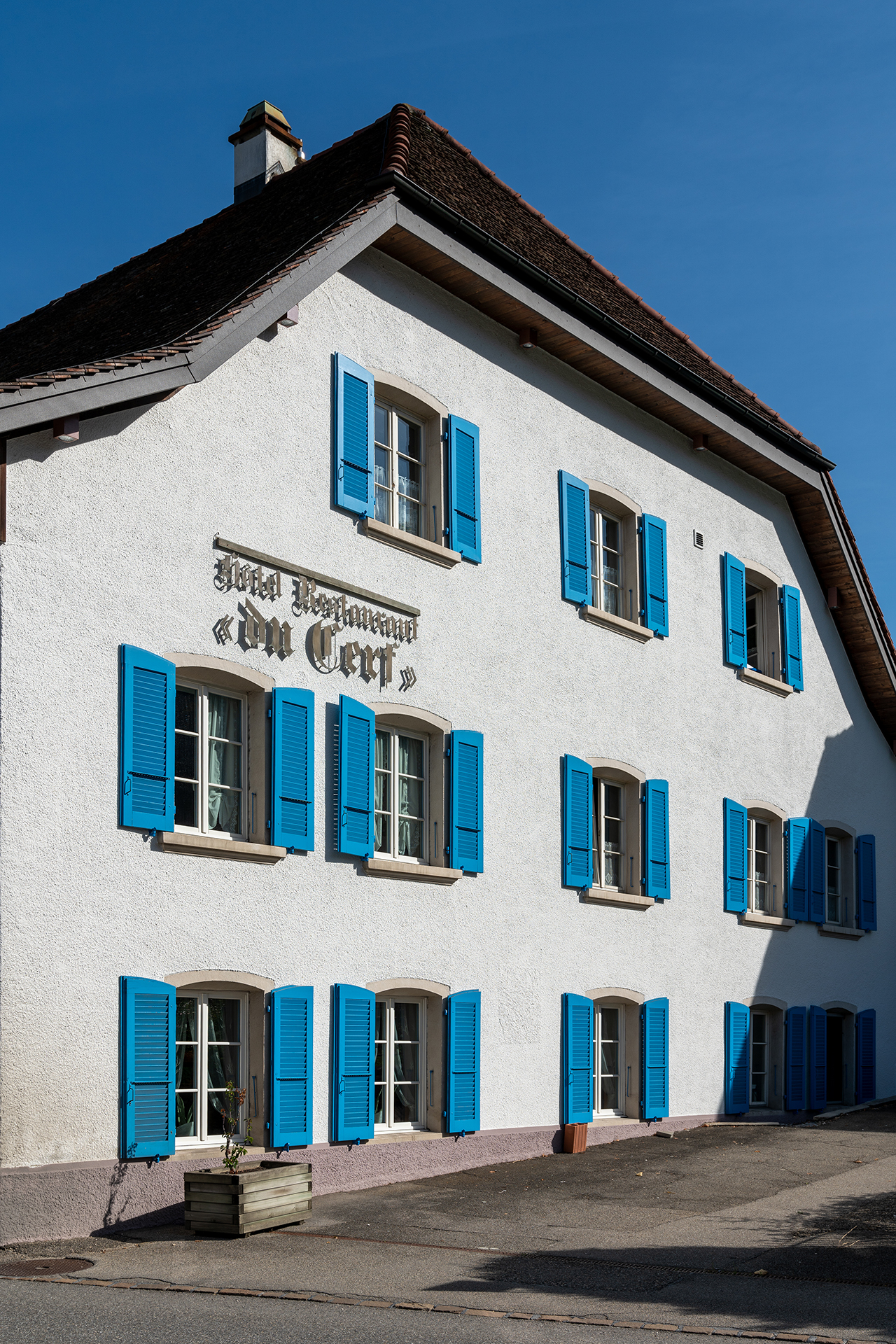
Hotel-Restaurant «Du Cerf»
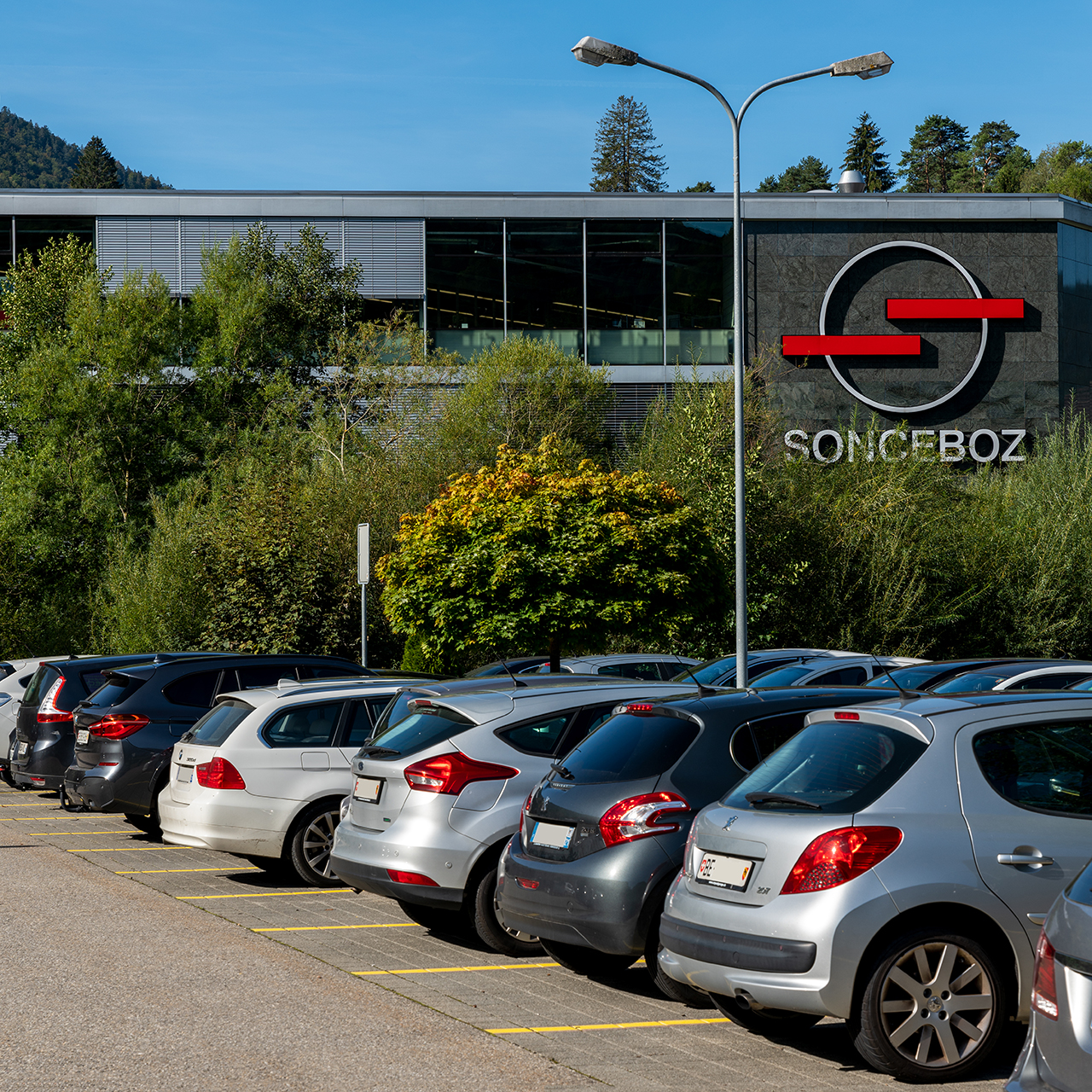
Sonceboz S.A. (Industrie)